# 판원팡
범문방(중국어: 范文芳, 병음: Fàn Wénfāng 판원팡[*], 영어: Fann Wong, 1971년 1월 27일 ~ )은 싱가포르의 가수이자 배우이며, 하카계 출신이다.